# 황화은
황화은(Silver sulfide)은 화학식 Ag2S를 갖는 무기 화합물이다. 짙은 검정색 고체로 은의 유일한 황화물이다. 사진의 감광제로 유용하다. 이는 은제품 및 기타 은제품에 시간이 지남에 따라 형성되는 변색을 구성한다. 황화은은 대부분의 용매에 용해되지 않지만 강산에 의해 분해된다. 황화은은 은(전기음성도 1.98)과 황(전기음성도 2.58)으로 구성된 네트워크 고체로, 결합의 이온 특성이 약 10%이다.